# Loxostege typhonalis
Loxostege typhonalis là một loài bướm đêm trong họ Crambidae.